# Rodolfo Ares

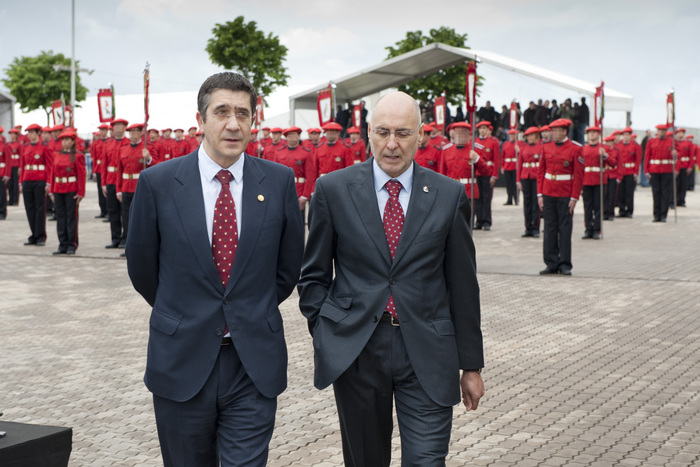
Rodolfo Ares (höger) tillsammans med den baskiska regeringschefen Patxi López (2010).

Rodolfo Ares, född 25 juni 1954 i Riós i Ourense, Galicien, död 26 januari 2023 i Bilbao, var en spansk politiker av galicisk-baskisk härkomst, inom socialistpartiet PSE-EE (en baskisk gren av PSOE). År 2009–2012 var han inrikesminister i den baskiska regeringen.